# Полянские Выселки (Старожиловский район)
Полянские Выселки — деревня в Старожиловском районе Рязанской области России. Входит в Ленинское сельское поселение

## География
Находится в западной части Рязанской области на расстоянии приблизительно 9 километров на юг по прямой от районного центра поселка Старожилово.

## История
В 1897 году здесь (тогда деревня Пронского уезда Рязанской губернии) учтено было 29 дворов.

## Население
Численность населения: 182 человека (1897 год), 7 в 2002 году (русские 100 %), 6 в 2010.